# Trận đồi A1
Trận đồi A1 là trận đánh mở màn ngày 31 tháng 3 năm 1954, là một trong những trận đánh quan trọng trong giai đoạn 2 và giai đoạn 3 của chiến dịch Điện Biên Phủ. Mục tiêu của Quân đội Nhân dân Việt Nam trong trận này là xóa sổ trung tâm đề kháng Eliane 2 trong dãy cứ điểm phía đông Điện Biên Phủ, mà phía Việt Nam gọi là đồi A1.
Do vị trí đặc biệt quan trọng, quân Pháp đã xây dựng A1 trở thành ổ đề kháng mạnh nhất Điện Biên Phủ với hệ thống hầm ngầm bí mật vô cùng kiên cố, bố trí hỏa lực mạnh với các ổ súng máy, lỗ châu mai sao cho một lính phòng ngự có thể cùng lúc chống lại nhiều lính tấn công. Đồng thời Pháp liên tục tăng viện những lực lượng mạnh nhất và hỗ trợ tối đa hỏa lực để bảo vệ cứ điểm này đến cùng. Do vậy trong đợt tiến công lần 1, Trung đoàn 174 Quân đội Nhân dân Việt Nam đã phát động 4 đợt tiến công liên tục mà cũng chỉ chiếm được một nửa đồi. Phải tới ngày 6-5, nhờ khối bộc phá 1 tấn được đào bí mật để phá sập hệ thống hầm ngầm, Quân đội Nhân dân Việt Nam mới hoàn tất việc chiếm đồi. Đây là trận chiến đấu gay go quyết liệt nhất trong toàn bộ chiến dịch Điện Biên Phủ, với số bộ đội thương vong cũng là cao nhất.

## Địa hình, bố trí phòng ngự đồi A1 của Pháp

### Địa hình
A1 (Pháp gọi là Eliane 2) nằm trong hệ thống cứ điểm trên dãy đồi phía đông Mường Thanh. Đồi A1 cao hơn mặt đất 49m, dài 200m, rộng 80m hình bầu dục, đồi cao nên rất tiện cho việc tổ chức các tuyến phòng ngự. Bắc giáp C2 và C1 cách 200m. Đồi C2 thấp hơn C1 khoảng 5m lại ở thụt vào bên trong. Đồi C1 cao hơn A1 khoảng 2m, nhô ra ngoài nên hỏa lực Pháp bố trí trên 3 điểm cao này tạo thành một lưới lửa dày đặc về phía bắc A1 và có thể chi viện cho nhau đắc lực khi bị tiến công. Tây giáp A2, A3 (2 cứ điểm này tuy đóng trên đất bằng nên thấp hơn A1 nhiều nhưng lại nhô ra phía nam A1 nên rất tiện cho Pháp dùng làm bàn đạp tăng viện cho A1 thực hành phản xung phong và bảo vệ bên sườn phía tây và nam A1).
A1 lại là điểm cao cuối cùng về phía nam khu đông gần đường sang trung tâm. Nếu chiếm được A1 thì các cứ điểm C1, C2 bị uy hiếp mạnh, đồng thời ngăn chặn được quân Pháp cơ động từ trung tâm ra phản kích, tạo điều kiện triển khai tiếp cận làm bàn đạp phát triển vào trung tâm.
Đường 41 chạy từ phía bắc xuyên giữa A1 và A3 chạy xuống phía nam. Phía tây bắc có một đường từ khu trung tâm qua sông Nậm Rốm nối liền với đường 41, Pháp có thể dùng để cơ động lực lượng ra phản xung phong lên A1 khi bị tiến công.
Về phía đông A1 có 2 điểm cao (đồi F và đồi Cháy). Đồi F cách A1 150m, cao và dài hơn A1 nhưng bề ngang lại hẹp hơn. Đồi Cháy thấp và nhỏ hơn A1, cách A1 250m. Hai điểm cao này rất quan trọng, nếu chiếm được có thể dùng làm trận địa hỏa lực trực tiếp uy hiếp A1 và C2, phong tỏa cả bên sườn và chính diện trận địa Pháp về phía đông, bảo đảm chi viện cho bộ binh xung phong thuận lợi.
Phía đông A1 có một đường mòn đi về bản Tà Lùng và một bãi ruộng phẳng chạy dài từ Pom Loi đến sát dãy núi Long Bua. Đông nam có suối Pom Loi chạy từ đông bắc A1 qua đồi Cháy ra sông Nậm Rốm rộng từ 2 đến 3m, sâu khoảng 2m, lúc thường nước cạn qua lại được dễ dàng nhưng nếu mưa to nước chảy xiết không lội qua được. Phía nam là cánh đồng Điện Biên trống trải, hỏa lực ở A1, A3 có thể kiểm soát được chặt chẽ.
Từ A1 theo hướng đông ra ngoài chừng 2 km có nhiều đồi cao thoai thoải liên tiếp xen lẫn rừng rậm rất tiện cho quân đội Việt Nam tập kết tiến quân và triển khai, một số điểm có thể lợi dụng làm trận địa pháo bắn thẳng và đặt đài quan sát tốt (như điểm cao 491, điểm cao 494).
Có thể nói điểm cao A1 là một trong các điểm cao có tác dụng quan trọng nhất của dãy đồi phía đông. Nó có tác dụng che sườn cho phân khu Đông, đồng thời cùng các điểm cao khác tạo thành một bức bình phong bảo vệ khu trung tâm Mường Thanh.

### Bố trí phòng ngự của Pháp
Pháp xác định A1 là điểm phòng ngự chủ yếu trong hướng phòng ngự chủ yếu nên rất chú ý tăng cường tổ chức phòng ngự trên cứ điểm này. Thời kỳ mới nhảy dù xuống Điện Biên Phủ, cứ điểm này do tiểu đoàn người Thái (2e BAT) chiếm đóng. Khi vào chiến dịch, Pháp đưa tiểu đoàn Bắc Phi (1/4 RTM) lên thay thế, lực lượng gồm: 2 đại đội bộ binh và 1 trung đội tăng cường; 1 đại đội trợ chiến (gồm 4 súng cối 81mm + 2 súng không giật 57mm + 1 trọng liên 12,7mm + 4 đại liên); 1 đại đội chỉ huy cơ quan tiểu đoàn bộ), do một thiếu tá chỉ huy.
A1 là một cứ điểm cũ, trước đây Pháp và Nhật đều đã chiếm đóng, lần này Pháp cải tạo và củng cố lại bằng cách phá các tầng trên giảm bớt mục tiêu lộ, lợi dụng các hầm nhà cũ biến thành các hầm ngầm cố thủ. Đặc biệt có hầm dưới nền nhà viên quan năm Pháp trước đây ở, xây bằng đá tương đối vững chắc, có thể chịu đựng được các loại bom nhẹ (25 kg trở xuống). Pháp đã lợi dụng hầm này làm hầm cố thủ và đặt sở chỉ huy tiểu đoàn.
Toàn bộ cứ điểm được cấu trúc lại theo kiểu công sự dã chiến tương đối kiên cố, kết hợp với địa hình, cấu trúc nhiều tầng chiến hào nối liền các lô cốt, ụ súng, hố chiến đấu cá nhân thành từng tuyến phòng ngự và có giao thông hào nối liền các tuyến chiến đấu với nhau. Ngoài các giao thông hào lộ thiên ra, Pháp còn đào những quãng giao thông hào ngầm (có nắp tương đối dày chịu đựng được đạn cối 81, 82mm) để bí mật cơ động lực lượng khi cần thiết (như giao thông hào chạy từ khu B vào chỉ huy sở). Quân Pháp còn tổ chức một số ụ vệ tinh ở các địa hình nhô ra tạo thành những điểm hỏa lực bắn chéo, lướt sườn kết hợp với hỏa lực chính diện. Về phía tây nam có lô cốt "thằng người", nằm đột xuất ra ngoài nên phạm vi kiểm soát hỏa lực rất rộng.
Đặc biệt ở cứ điểm A1, Pháp còn đào giao thông hào nối liền với A3 và khu trung tâm Mường Thanh tạo thành một đường vận động cho quân cơ động tiến hành phản xung phong rất kín đáo.
Xung quanh cứ điểm còn xây dựng hệ thống vật cản gồm 5 lớp hàng rào nhiều kiểu, dày khoảng 100m, kết hợp chặt chẽ với địa hình và hệ thống hỏa lực thẳng trong cứ điểm. Xen kẽ với hàng rào còn bố trí các bãi mìn, trên hướng đông và đông nam, vật cản dày đặc hơn. Những nơi nghi ngờ bị tiếp cận như đồi Cháy, đồi F, khe suối cũng bố trí mìn, dây thép gai bùng nhùng để ngăn cản.
Toàn bộ hệ thống phòng ngự ở A1 hình thành 3 tuyến theo địa thế tự nhiên của quả đồi. Tuyến ngoài là tuyến đề kháng chủ yếu đặt gần sát chân đồi. Tuyến 2 ở lưng chừng đồi công sự không kiên cố bằng tuyến ngoài, nhiệm vụ chính là chi viện cho tuyến ngoài giữ vững trận địa phòng ngự. Tuyến 3 là trận địa hỏa lực và khu vực chỉ huy. Công sự ở khu vực này tương đối vững chắc, có một số hầm ngầm, là tuyến cố thủ cuối cùng của Pháp và cũng là nơi làm bàn đạp cho các lực lượng cơ động từ trung tâm tiến ra thực hành phản xung phong khi bị đột nhập.
A1 còn nhận được sự chi viện rất lớn của tập đoàn. Ngoài lực lượng phản kích có sẵn của bản thân cứ điểm, khi cần còn được các lực lượng cơ động của tập đoàn cứ điểm tiến hành phản kích từ ngoài vào dưới sự yểm hộ đắc lực của xe tăng và pháo binh. Ngoài ra, khi xảy ra chiến đấu, A1 còn được hỏa lực của các cứ điểm lân cận như C2, A3 cũng như hỏa lực ở khu trung tâm có thể yểm hộ đắc lực cho A1. Nhưng hỏa lực chi viện chủ yếu cho A1 khi bị tiến công là pháo 105mm ở Hồng Cúm và súng cối 120mm ở Mường Thanh, đã có một kế hoạch hỏa lực sẵn, nếu xảy ra chiến đấu Pháp có thể chi viện được ngay nếu không bị kiềm chế.

## Kế hoạch tiến công của Quân đội Nhân dân Việt Nam
Sau khi Quân đội Nhân dân Việt Nam chiếm được các cụm cứ điểm Him Lam, Độc Lập, Bản Kéo, cánh cửa phía Bắc xuống lòng chảo đã mở thông. Nhưng Phân khu Trung tâm của Pháp vẫn còn 4 trung tâm đề kháng gồm trên 30 cứ điểm liên kết chặt chẽ với nhau nằm giữa cánh đồng bằng phẳng trên hai bờ sông Nậm Rốm. Quân Pháp ở đây tập trung khoảng 1 vạn quân, có sở chỉ huy, các căn cứ hỏa lực, các đơn vị xe tăng và sân bay. Đây là khu vực phòng ngự then chốt rất hiểm yếu của Pháp, nếu chiếm được Quân đội Nhân dân Việt Nam sẽ có lợi thế tràn xuống Mường Thanh tiến công vào Sở Chỉ huy của tập đoàn cứ điểm.
Mở đầu đợt tiến công thứ hai của chiến dịch Điện Biên Phủ, Bộ Chỉ huy chiến dịch chủ trương tập trung tuyệt đối ưu thế binh hỏa lực tiêu diệt toàn bộ khu đông Mường Thanh. Trung đoàn 174 thuộc Đại đoàn 316 nhận nhiệm vụ tiêu diệt cứ điểm A1, sau đó phát triển tiêu diệt cứ điểm A3 trong điều kiện có chuẩn bị.
Trung đoàn 174 là đơn vị tinh nhuệ của Quân đội Nhân dân Việt Nam bấy giờ, có kinh nghiệm về chiến đấu công kiên, lực lượng còn nguyên vẹn. Lực lượng trong biên chế gồm 3 tiểu đoàn bộ binh và các đại đội trực thuộc trung đoàn. Lực lượng được tăng cường gồm: 1 đại đội súng cối 120mm (4 khẩu), 1 trung đội cối 82mm (4 khẩu), 1 đại đội sơn pháo 75mm (3 khẩu) và được 1 đại đội lựu pháo l05mm chi viện (sau khi đã bắn vào C1 50 phát, đại đội này mới chuyển sang bắn vào A1 250 phát). Nếu tính cả ĐKZ 57mm trở lên thì có 36 khẩu pháo các loại.
Từ ngày 17 tháng 3, trung đoàn dồn sức xây dựng một hệ thống trận địa tiến công và bao vây quanh tập đoàn cứ điểm. Hệ thống này gồm các đường hào trục, đường hào nhánh để vận chuyển và cơ động lực lượng, hệ thống trận địa tiến công và xuất phát xung phong của các trung đoàn cùng rất nhiều hầm trú ẩn, hầm chỉ huy.
Quyết tâm chiến đấu chính thức của Trung đoàn 174 xác định: Tiểu đoàn 9 làm hướng điểm (lấy Đại đội 317 làm đại đội chủ công) có nhiệm vụ đột phá theo hướng đông vào lô cốt số 1 đánh chiếm khu A, B, C và sau khi cùng Tiểu đoàn 1 tiêu diệt A1, sẽ dùng một bộ phận đột phá vào đông nam C2 phối hợp với Trung đoàn 98 tiêu diệt C2, nếu không có điều kiện thì dùng hỏa lực bố trí ở A1 khống chế C2 yểm hộ cho Trung đoàn 98 (Đại đoàn 316) đột phá; Tiểu đoàn 1 thiếu 1 đại đội làm hướng diện có nhiệm vụ đột phá theo hướng đông nam vào lô cốt số 4, đánh chiếm khu D phối hợp với Tiểu đoàn 9 tiêu diệt toàn bộ quân địch tại A1. Đồng thời cũng chuẩn bị để làm nhiệm vụ tiêu diệt A3 sau khi trung đoàn đã giải quyết xong A1. Sở Chỉ huy trung đoàn cách A1 về phía đông 1.100m.
Về hỏa lực, từ súng cối 81mm trở lên do trung đoàn trực tiếp chỉ huy. Hỏa lực tiểu đoàn chỉ có ĐKZ 57mm và đại liên. Trận địa hỏa lực của trung đoàn và tiểu đoàn được bố trí thích hợp với địa hình và đảm bảo phát huy hỏa lực mạnh, tập trung và cơ động. Riêng trận địa đại đội sơn pháo 75mm bố trí ở điểm cao 491 (đông nam bản Hồng Lim) cách A1 1.300m.
Phương tiện liên lạc chủ yếu là điện thoại, ở những hướng quan trọng có thêm bộ đàm nhưng không được sử dụng trước khi nổ súng để đảm bảo bí mật (trong chiến đấu cũng phải dùng mật mã). Ngoài ra còn các phương tiện giản đơn như truyền đạt viên, cờ, kèn, đèn pháo hiệu.

## Diễn biến

### QĐNDVN tiến công đợt 1, đêm 30 tháng 3 - rạng 1 tháng 4

#### Tiến công lần thứ nhất, từ đêm 30 tháng 3 đến trưa ngày 31 tháng 3
Trong sáng ngày 30, các đơn vị hỏa lực trung đoàn đã lợi dụng sương mù và trời mưa chiếm lĩnh trận địa xong hồi 11 giờ. Tiếp đó, 15 giờ 30 phút các tiểu đoàn bộ binh từ vị trí tập kết bắt đầu tiến ra trận địa xuất phát tiến công, song không thể bí mật tiến ra chiếm lĩnh trận địa xuất phát xung phong được vì trời còn sáng, trận địa ở dưới thấp công sự sơ sài, quân Pháp lại chiếm mỏm cao ở đồi Cháy, quan sát rất rõ toàn bộ trận địa.
Trung đoàn trưởng Nguyễn Hữu An được lệnh phải ở lại Sở Chỉ huy hậu phương chờ nhận thông báo giờ nổ súng thống nhất. Nhưng chờ đến 16 giờ 40 phút cũng chưa nhận được lệnh của đại đoàn, điện thoại bị đứt, thấy toàn trung đoàn đã chiếm lĩnh xong nên hồi 17 giờ, trung đoàn trưởng lệnh thu máy để ra Chỉ huy Sở tiền phương.
Tới 17 giờ 30 phút trung đoàn vẫn chưa liên lạc được với đại đoàn và đại đội lựu pháo 105mm. Lúc này, theo kế hoạch toàn mặt trận đã nổ súng được 35 phút. Nhận thấy pháo của Bộ đã chuyển sang bắn vào A1 theo kế hoạch hiệp đồng, tại các cứ điểm khác các đơn vị bạn cũng đã tiến hành đột phá xong, đang chiến đấu trong trung tâm, trung đoàn trưởng quyết định ra lệnh cho toàn bộ hỏa lực của trung đoàn bắn theo kế hoạch đã quy định và các đơn vị tiến vào vị trí xuất phát xung phong bắt đầu tiến hành đánh bộc phá mở cửa.
Lúc này, pháo binh Pháp đã hồi sức, bắn dữ dội vào cửa mở. Các lô cốt, ụ súng ở tiền duyên dồn đạn về phía các chiến sĩ bộc phá đang lùa những ống thuốc nổ phá hàng rào. Phải mất hơn nửa giờ, hai mũi tiến công của các tiểu đoàn 251 và 249 mới vượt qua một trăm mét rào và bãi mìn lọt vào đồn. Lực lượng Việt Nam bị tổn thất nặng khi vượt qua cửa mở.
Những binh lính Maroc và lính Lê dương Dù thuộc Tiểu đoàn 1 Trung đoàn 4 dưới sự chỉ huy của Thiếu tá Jean Nicolas ra sức chống cự quyết liệt. Hai bên giành giật nhau từng ngách hào, từng ụ súng, quân Pháp núng thế lùi dần. Quá nửa đêm, cuộc chiến đấu tại A1 diễn ra giằng co, mỗi bên chiếm nửa đồi.
Tới đỉnh đồi, quân Pháp biến đi sau một ụ đất cao (sau này Việt Nam mới biết là quân Pháp có hầm cố thủ bí mật ở đây). Giữa lúc ấy đại bác 105mm từ Hồng Cúm và súng cối 120mm từ Mường Thanh dồn dập trút xuống đỉnh đồi. Bộ đội bị thương vong nhiều vì đạn pháo. Trung đoàn trưởng Nguyễn Hữu An quyết định đưa Tiểu đoàn dự bị 255 vào chiến đấu. Lúc này cuộc chiến đấu trên những cao điểm khác đã kết thúc, quân Pháp dồn tất cả hỏa lực đại bác và súng cối vào A1 mong giữ được cao điểm cuối cùng. Các đợt xung phong của Tiểu đoàn 255 cũng không thể vượt qua hàng rào lửa đại bác.
Đến 4 giờ 30 phút ngày 31, phía Trung đoàn 98 đột phá sang C2 cũng bị chặn lại, Đại đoàn 312 đã ngừng tiến công, các trận địa pháo của chiến dịch vẫn tiếp tục kiềm chế các trận địa pháo Pháp nhưng ít hiệu quả vì đạn dược có hạn. Trung đoàn trưởng nhận thấy lực lượng của trung đoàn không còn khả năng giải quyết được A1 nữa nên quyết định ngừng tiến công, để Tiểu đoàn 5 ở lại ngăn chặn quân Pháp phản xung phong yểm hộ cho Tiểu đoàn 9 và Tiểu đoàn 1 rút khỏi cứ điểm, đồng thời cũng cho mang hết thương binh, tử sĩ và các lực lượng không chiến đấu ra ngoài.
Sau này, những tài liệu của phương Tây cho biết nửa đêm 30 tháng 3, tại A1 chỉ còn một nhóm lính Bắc Phi và lính dù, đều nghĩ là sắp bị tiêu diệt. Quân Pháp không tin ở mắt mình khi thấy bộ đội Việt Nam tạm ngừng tiến công, rút từ trong đồn ra ngoài. Trung tá Pierre Langlais, chỉ huy khu trung tâm, đã viết trong hồi ký: "Nếu Điện Biên Phủ đã không bị mất đêm đó là do kẻ thù bị bất ngờ vì giành được những mục tiêu chỉ định quá nhanh chóng nên không đủ khả năng khai thác những thắng lợi ban đầu".

#### Tiến công lần thứ hai, từ đêm 31 tháng 3 đến trưa ngày 1 tháng 4
Sau đêm đầu tiên của đợt hai chiến dịch Điện Biên Phủ, QĐNDVN đã tiêu diệt C1, D1, E1 và mũi thọc sâu của Tiểu đoàn 11 Trung đoàn 141 đã phát triển vào tới 210. Ngay cạnh A1, Trung đoàn 98 đã chiếm được C1, nhưng tiến công sang C2 không thành công, trung đoàn đang đánh phản kích tại C1. Trên dãy đồi phía đông quân Pháp còn giữ được các cứ điểm A1, C2, D2, D3 và Mâm Xôi.
Tại cứ điểm A1, Tiểu đoàn Bắc Phi (1/4 RTM) chỉ còn lại hơn 1 trung đội nên quân Pháp điều Tiểu đoàn Dù 6 (6è BPC) lên thay thế, có tăng cường thêm một bộ phận của Tiểu đoàn Dù thứ nhất (1er BDP). Công sự của quân Pháp ở phía đông bị phá hủy phần lớn nhưng quân Pháp không dám ra củng cố và chiếm lại.
Lực lượng Trung đoàn 174 qua đợt chiến đấu vừa qua bị tổn thất nặng chưa củng cố được, chỉ còn Đại đội 674 của Tiểu đoàn 1 là tương đối còn nguyên vẹn. Hỏa lực trung đoàn vẫn ở các trận địa cũ đã tiến hành củng cố và bổ sung đạn dược. Căn cứ vào tình hình trên, Bộ Chỉ huy Mặt trận quyết định dùng Trung đoàn 102 Đại đoàn 308 có tăng cường thêm bộ phận còn lại của Trung đoàn 174 tiếp tục tiến công A1.
Sau khi nhận lệnh, Trung đoàn trưởng Trung đoàn 102 cùng chính ủy trung đoàn và Tiểu đoàn trưởng 18 đã tới gặp Ban Chỉ huy Trung đoàn 174 để nhận kế hoạch bàn giao và nghe phổ biến lại kế hoạch tác chiến và kinh nghiệm chiến đấu ở A1. Tuy nhiên, do thời gian gấp nên nội dung rất sơ sài, chưa xác định được nguyên nhân làm cho trận đánh không thành công mà chỉ cho rằng trận đánh không thắng vì địch có hầm ngầm kiên cố và hỏa lực chi viện mạnh. Căn cứ vào tình hình lúc đó, Trung đoàn trưởng 102 Hùng Sinh quyết tâm tác chiến theo kế hoạch cũ của Trung đoàn 174. Cụ thể: Trung đoàn 102 có 4 đại đội bộ binh làm hướng điểm, đột phá vào phía đông cứ điểm (lực lượng của Tiểu đoàn 18 và Tiểu đoàn 54 tổ chức thống nhất thành một tiểu đoàn do Tiểu đoàn trưởng Tiểu đoàn 18 chỉ huy chung, lấy Đại đội 267 Tiểu đoàn 54 làm đại đội chủ công); Trung đoàn 174 có 4 trung đội bộ binh làm hướng diện, đột phá vào hướng đông nam.
22 giờ 30 phút ngày 31, cuộc tiến công A1 lần 2 bắt đầu. Sau 3 phút hỏa lực trung đoàn tiến hành bắn chế áp, bộ binh bắt đầu xung phong vượt cửa mở. Quân Pháp bị bất ngờ trước đợt hỏa lực chế áp, thương vong một số và đối phó lúng túng. Sau 15 phút xung phong cả hai mũi đã đột nhập được trận địa, chiếm lĩnh được khu A, bắt 15 lính Pháp. Lúc này Pháp đã củng cố lại và bắt đầu đối phó mãnh liệt. Mũi điểm (Đại đội 267 Tiểu đoàn 54) do Tiểu đoàn phó chỉ huy tiếp tục phát triển về phía bắc khu B và một bộ phận đánh thẳng vào khu hầm ngầm. Cũng như đêm trước, bộ đội không tìm thấy hầm ngầm và đánh bộc phá nhầm vị trí, bị hỏa lực trong cứ điểm kết hợp với pháo binh chi viện phong tỏa không phát triển được.
Trung đoàn trưởng Hùng Sinh của Trung đoàn 102 đề nghị Đại đoàn cho kiềm chế pháo binh Pháp ở Hồng Cúm và Mường Thanh, ra lệnh cho toàn bộ hỏa lực trung đoàn tiếp tục chế áp vào các mục tiêu đã quy định ở phía tây cứ điểm, yểm hộ cho hai mũi điểm và diện đánh thẳng vào hầm ngầm chiếm lấy khu vực này, không cho quân Pháp có chỗ dựa để phản xung phong.
Dưới sự chi viện của hỏa lực trung đoàn, hai mũi xung phong chiếm được một số ụ súng trước mặt tuyến ngang và liên tiếp tổ chức bốn đợt xung phong để tiếp cận hầm ngầm nhưng đều bị pháo kích phong tỏa không tiến lên được, thương vong ngày càng tăng. Lực lượng cả hai đại đội chủ công của hai mũi còn ít, không đủ khả năng tiếp tục phát triển, lực lượng tiếp sau vẫn chưa lên kịp. Trận chiến đấu lại diễn ra trong thế giằng co như đêm trước.
Đến 4 giờ 30 phút, sức chiến đấu cả hai mũi đều đã giảm sút nhiều, đại bộ phận công sự bị hỏa lực Pháp phá hủy, bộ đội không thể trụ lại, phải rút về ngã ba giao thông hào gần khu vực đột phá khẩu. Tiểu đoàn trưởng Tiểu đoàn 18 thấy Đại đội 267 đã bị thương vong nhiều nên đã cho bộ phận còn lại của đại đội này rút ra ngoài cứ điểm để củng cố lại, làm lực lượng dự bị cho trung đoàn.

#### Quân Pháp phản kích, ngày 1 tháng 4
Phát hiện thấy sức chiến đấu QĐNDVN giảm sút, không còn khả năng tiến công, thê đội tiếp sau bị chặn lại ở phía sau, quân Pháp lập tức tổ chức một cuộc phản kích lớn hòng chiếm lại nửa A1 bị mất. 5 giờ sáng ngày 1 tháng 4, hai xe tăng cùng bộ binh từ Mường Thanh lên, chia làm hai cánh đánh vào hai đột phá khẩu. Quân Pháp dùng hỏa lực bắn thẳng của xe tăng chế áp đột phá khẩu của cả hai mũi, đồng thời dùng pháo binh trong trung tâm bắn dồn dập vào phía đông cứ điểm tạo thành một lưới lửa dày đặc.
Bên cánh phải, Trung đoàn 102 do Trung đoàn trưởng vừa vào trung tâm trực tiếp chỉ huy đã chờ quân Pháp tới gần mới tập trung hỏa lực tiêu diệt, chặn đứng cuộc phản kích. Bên cánh trái, Trung đoàn 174 bám chắc trận địa, dùng hỏa lực chia cắt bộ binh Pháp với xe tăng, yểm hộ cho hai chiến sĩ dùng súng không giật bắn cháy 1 xe tăng, khiến bộ binh Pháp phải rút lui. Sau khi đánh bại đợt phản kích lớn, QĐNDVN phản công thì lại bị quân Pháp dùng hỏa lực chặn lại, chỉ tiến lên được chừng 15m.
Lúc 9 giờ 30 phút quân Pháp lại tổ chức phản xung phong lần thứ hai nhưng cũng bị đẩy lùi, từ đó tới 15 giờ quân Pháp chỉ dùng hỏa lực pháo binh bắn vào trận địa từng đợt một. Tới 15 giờ ngày 1 tháng 4, quân Pháp lại cho 2 xe tăng lên phía nam khu B dẫn theo hai đại đội bộ binh từ Mường Thanh lên phối hợp với lực lượng trong cứ điểm tiến hành phản kích, sử dụng pháo binh và hai phi cơ thả bom và bắn phá khu đồi Cháy và trận địa đối phương, rồi mới cho quân tiến lên.
Trung đoàn trưởng Trung đoàn 102 đã trực tiếp chỉ huy bộ phận còn lại trong cứ điểm đánh tan được đợt phản xung phong của Pháp, chiếm lại toàn bộ trận địa giành được buổi sáng. Sau khi đánh bại đợt phản kích, thấy lực lượng trực tiếp tham chiến trong cứ điểm của Trung đoàn 174 còn rất ít (cả Đại đội 674 chỉ còn lại 8 người), Trung đoàn trưởng Trung đoàn 102 đã cho bộ phận này giao lại nhiệm vụ phòng ngự cho Tiểu đoàn 18 để rút ra ngoài cứ điểm củng cố lại lực lượng. Hình thái giữa 2 bên vẫn ở thế giằng co như trên cho đến tối.

### QĐNDVN tiến công đợt 2, đêm 1 tháng 4 - trưa 3 tháng 4

#### Tiến công lần thứ 3, đêm 1 tháng 4 - trưa 2 tháng 4
Cho đến chiều ngày 1 tháng 4, trên dãy đồi phía đông quân Pháp chỉ còn giữ được C2 và A1. Tại A1, sau những đợt phản kích lớn thất bại, quân Pháp lại dồn về khu hầm ngầm dựa vào công sự kiên cố để cố thủ và dùng hỏa lực pháo binh phong tỏa cứ điểm. Tuy lực lượng phản kích có bị thiệt hại nặng nhưng quân Pháp đã kịp thời bổ sung.
Về phía QĐNDVN, các đơn vị đã ngừng chiến đấu từ đêm trước. Trung đoàn 174 và Trung đoàn 102 lực lượng đều bị tổn thất nặng, tổ chức xộc xệch phải bổ sung thêm cả các lực lượng vận tải vệ binh vào các đại đội chiến đấu. Tiểu đoàn 79 Trung đoàn 102 từ phía tây cũng đã vận động sang nhưng lực lượng cũng chỉ còn hơn một đại đội. Lực lượng chung của 2 trung đoàn tổ chức ghép lại được 3 đại đội chiến đấu.
Căn cứ theo mệnh lệnh của Đại đoàn, Trung đoàn trưởng Trung đoàn 102 quyết tâm dùng toàn bộ lực lượng còn lại tiếp tục tiến công. Theo kế hoạch cũ: Trung đoàn 102 còn 2 đại đội đánh địch trên hướng điểm, Trung đoàn 174 còn 1 đại đội đánh địch trên hướng diện. Sau khi hỏa lực của trung đoàn chế áp 3 phút, bộ đội sẽ xung phong ngay. Để phối hợp với mặt trận phía đông, đêm 1 tháng 4, Trung đoàn 36 Đại đoàn 308 cũng có nhiệm vụ tiến công tiêu diệt cứ điểm 106 ở phía tây Mường Thanh.
Theo kế hoạch, 22 giờ 30 phút ngày 1 tháng 4, các mũi bắt đầu hành quân tiếp cận thay phiên cho phân đội phòng ngự trên cứ điểm để đúng 24 giờ bắt đầu xung phong. Nhưng đại đội của Trung đoàn 174 tổ chức không kịp (mãi đến 5 giờ ngày 2 tháng 4 mới tới bờ suối), nên Trung đoàn trưởng Trung đoàn 102 quyết định dùng 2 đại đội của trung đoàn làm thê đội 1 (1 đại đội đánh mũi điểm, 1 đại đội đánh mũi diện), còn đại đội của Trung đoàn 174 tới sau sẽ làm thê đội 2.
Sau khi hỏa lực của trung đoàn tiến hành bắn chế áp, hai mũi xung phong phát triển nhanh chóng. Nhưng khi gần tới khu hầm ngầm, quân Pháp lại dựa vào tuyến ngang ngăn chặn, QĐNDVN vẫn không đánh được vào hầm ngầm, do đó bộ đội chững lại không tiến lên được.
Đến 3 giờ sáng ngày 2 tháng 4, quân Pháp từ khu C và D tiến ra phản kích dưới sự chi viện đắc lực của pháo binh. Lực lượng QĐNDVN bị thương vong nhiều, chỉ còn gần 1 trung đội nên phải lui về ngã ba giao thông hào gần đột phá khẩu, dựa vào trận địa còn lại dưới sự chỉ huy trực tiếp của Trung đoàn trưởng ngăn chặn đợt phản kích. Gần một đại đội của Tiểu đoàn 79 Trung đoàn 102 lên tăng cường cũng chỉ đủ khả năng phối hợp cùng bộ phận còn lại ngăn chặn không cho quân Pháp tiến xuống.
Lúc 8 giờ sáng ngày 2 tháng 4, quân Pháp bắt đầu một đợt phản kích mới. Sau khi cho pháo binh kết hợp với hỏa lực của xe tăng bố trí ở C2 bắn dồn dập, hơn 2 trung đội bộ binh, từ khu C và B tiến ra đánh vào phía bắc khu vực phòng ngự của QĐNDVN. Vì bị uy hiếp mạnh, Tiểu đoàn 18 dao động bỏ chạy về phía đột phá khẩu. Nhân lúc đội hình chiến đấu QĐNDVN đang bị rối loạn, quân Pháp truy kích sát gót. Trung đoàn trưởng chỉ huy bộ phận còn lại kiên quyết chiến đấu, trận chiến giáp lá cà diễn ra ác liệt. Bản thân Trung đoàn trưởng Trung đoàn 102 Hùng Sinh cũng phải dùng tiểu liên, lựu đạn trực tiếp tác chiến, vừa chiến đấu vừa chỉ huy, hướng dẫn cho tân binh cách sử dụng vũ khí đánh địch, giúp động viên tinh thần chiến đấu của chiến sĩ. Cuộc chiến đấu trở lại thế giằng co như trước.
Hồi 11 giờ quân Pháp lại tổ chức một đợt phản xung phong lớn bằng lực lượng tăng viện từ Mường Thanh lên kết hợp với lực lượng bản thân cứ điểm từ khu D và khu C tiến ra, đánh bật bộ phận của Trung đoàn 174 và bộ phận phòng ngự chính diện lùi xuống gần cửa đột phá. Trung đoàn trưởng Trung đoàn 102 đã sử dụng 1 trung đội của Trung đoàn 174 vừa tăng cường lên ngăn chặn, khôi phục lại hình thái phòng ngự lúc đầu.

#### Tiến công lần thứ 4, đêm 2 tháng 4 - trưa 3 tháng 4
Ngày 2 tháng 4, những lực lượng tăng viện của Pháp từ Mường Thanh lên phối hợp với lực lượng cố thủ, ra sức mở nhiều đợt phản kích đẩy QĐNDVN ra khỏi A1. Trên trận địa, QĐNDVN chỉ còn lại hơn 50 người. Dưới sự chỉ huy trực tiếp của Trung đoàn trưởng, cán bộ, chiến sĩ chia thành nhiều tổ phụ trách từng đường hào. Những cán bộ như Tiểu đoàn phó Ngô Thế Lương, Tiểu đoàn phó Phạm Hưng, Tiểu đoàn phó Lê Sơn và cả Trung đoàn trưởng Hùng Sinh, nhiều lần dùng tiểu liên, thủ pháo, bộc phá ống cùng bộ đội đánh phản kích như các chiến đấu viên.
Trước tình hình đó Trung đoàn trưởng quyết tâm tập trung toàn bộ lực lượng còn lại động viên tinh thần chiến đấu kiên quyết tiêu diệt A1 trong đêm. Vẫn tác chiến theo kế hoạch cũ, nhưng sau khi bộ đội chuẩn bị xong, tiếp cận là xung phong ngay, không qua giai đoạn pháo bắn chế áp để tranh thủ yếu tố bất ngờ. Lực lượng tác chiến chủ yếu là đại đội bộ binh mới tổ chức, kết hợp với bộ phận còn lại trong cứ điểm.
Sau một thời gian tổ chức lực lượng, các lực lượng tập hợp được lợi dụng đêm tối tiến vào trung tâm. Khi đã tiếp cận được bàn đạp, Trung đoàn trưởng ra lệnh xung phong, bộ đội tiến vòng về phía đông hầm ngầm để đánh bộc phá nhưng vẫn đánh nhầm vào thành vại như đêm trước. Mặc dù đã đánh liên tiếp 80 kg bộc phá, quân Pháp vẫn không bị thiệt hại gì, tiếp tục từ hầm ngầm và các hố tránh pháo tiến ra tuyến ngang dùng lựu đạn, súng trường và tiểu liên kết hợp với pháo chi viện ngăn chặn không cho QĐNDVN phát triển và thực hành phản xung phong từ hai hướng bắc và nam hầm ngầm ra. Cuộc chiến đấu lại diễn ra như đêm trước.
Tới 4 giờ sáng ngày 3 tháng 4, lực lượng QĐNDVN đã yếu nhiều. Thấy không còn đủ khả năng tiếp tục tiến công tiêu diệt A1 ngay, được sự đồng ý của Đại đoàn, Trung đoàn trưởng Hùng Sinh quyết định ngừng tiến công, để lại 1 trung đội tổ chức phòng ngự giữ vững trận địa còn lại, còn đại bộ phận rút ra ngoài cứ điểm mang theo thương binh, tử sĩ. Đến đây, cuộc tiến công A1 trong đợt 2 chiến dịch Điện Biên Phủ kết thúc.

### Đào hầm bí mật đặt khối bộc phá 1 tấn
Sau 4 lần tiến công vẫn không chiếm được đồi, Đại tướng Võ Nguyên Giáp đã nhiều lần trao đổi trong cơ quan tham mưu về cao điểm A1. Một người dân địa phương ngày trước đã tham gia xây dựng ngôi nhà trên đồi này, kể lại đó là một ngôi nhà tuy kiên cố nhưng không có gì là đặc biệt, khi mới xây không có hầm ngầm. Nghe bộ đội tả lại căn hầm, người này cho rằng có thể quân Nhật trong thời gian đóng ở Điện Biên Phủ đã xây dựng căn hầm này đề phòng máy bay Mỹ ném bom, hoặc có thể quân Pháp đã cải tạo hầm đựng rượu cũ thành hầm ngầm. Về sau mới biết, trong hai tháng xây dựng công sự, quân Pháp đã dùng những gạch, đá từ ngôi nhà trên đồi, biến hầm rượu thành một căn hầm trú ẩn tương đối kiên cố với rất nhiều đất đổ bên trên...
Công binh đề nghị đào một đường hào men theo đường 41, tách rời A1 với A3, cũng là cắt đứt đường tăng viện của quân Pháp. Trung đoàn 174 đề nghị đào thêm một đường hầm từ trận địa tại A1 tới dưới hầm ngầm, đưa bộc phá với số lượng lớn vào đặt rồi cho nổ. Công binh của đơn vị tính toán sẽ hoàn thành công trình này trong vòng 14 ngày, và bảo đảm đào đúng hướng.
Đơn vị thực hiện nhiệm vụ đào hầm ngầm và đánh bộc phá là Đại đội Công binh M83 của Trung đoàn Công binh 151 thuộc Đại đoàn 351. Một đội đặc biệt gồm 25 cán bộ, chiến sĩ do Nguyễn Phú Xuyên Khung, cán bộ công binh của Bộ, trực tiếp chỉ huy, đã tiến hành công việc ngay trước mũi súng quân Pháp, trong tầm kiểm soát của lựu đạn.
Đêm 20/4, công việc đào hầm ngầm bắt đầu. Mọi người phải làm trong tư thế ngồi nghiêng như móc hàm ếch. Để đảm bảo bí mật, an toàn cho hầm ngầm, công việc ngụy trang cửa hầm được làm rất công phu; ngoài cửa hầm có mái che phủ đất để vừa chống lựu đạn và mảnh pháo từ trên cao ném xuống vừa che mắt Pháp; đất đá đào ra đều cho vào bao dù đưa ra ngoài, sau khi đổ còn ngụy trang rất kỹ.
Đất đồi A1 cực kỳ rắn. Tiểu đội trưởng Công binh Lưu Viết Thoảng lựa chọn một tổ khỏe nhất mở cửa hầm. Cả đêm đầu chỉ khoét được vào vách núi mỗi chiều 90 cm. Quân Pháp không ngừng bắn súng và ném lựu đạn, 3 người bị thương. Bản thân Thoảng cũng bị ngất vì sức ép của lựu đạn. Ba đêm mới đào xong cửa hầm. Khi đào sâu vào lòng núi được mười mét, bắt đầu phải khắc phục thêm khó khăn: thiếu không khí, đèn, đuốc mang vào hầm đều bị tắt, số đất moi từ lòng núi ra ngày càng nhiều không được để cho quân Pháp phát hiện. Các chiến sĩ phòng ngự tại A1 đã có kế hoạch chiến đấu không cho quân Pháp tiến xuống cửa hầm, dù phải hy sinh tới người cuối cùng, để bảo vệ bí mật tuyệt đối ý đồ đặt bộc phá.
Càng đào vào sâu, công việc càng khó khăn vì vừa thiếu ánh sáng vừa thiếu không khí, nên bộ đội phải liên tục thay nhau ra ngoài để thở. Trên chiến hào, nơi nào thuận lợi có thể quan sát địch đều bố trí lực lượng bắn tỉa, một tổ chừng 4-5 người để yểm trợ thêm cho công binh đào hầm. Đường hầm khi hoàn thành dài tới 82m và dẫn lên tận đỉnh đồi, nơi đặt khối bộc phá. Phần lớn lòng đường hầm rất nhỏ hẹp, chỉ đủ cho một người lách trườn lên.
Vừa đào hầm, Đại đội công binh M83 vừa lo đi tìm bom chưa nổ để gỡ thuốc làm bộc phá vì theo thiết kế, khối bộc phá phải đủ 1 tấn thuốc nổ mới đủ mạnh để đánh sập lô cốt, nhưng lúc ấy trong kho chỉ còn có 500 kg. Đơn vị pháo phòng không đến báo vừa bắn rơi một chiếc máy bay B-24 gần đồi Độc Lập. Máy bay vẫn còn bom, lại rơi rất gần trận địa pháo, vì vậy yêu cầu công binh đi gỡ bom để đảm bảo an toàn cho trận địa.
Tiểu đội trưởng Nguyễn Văn Bạch nghe vậy liền xung phong dẫn 4 chiến sĩ đến chỗ chiếc máy bay rơi. Tới nơi, thấy trên thân máy bay còn nguyên 5 quả bom tạ. Phải mất một tuần với 5 quả bom tạ, tổ gỡ bom đem về gần 5 tạ thuốc nổ, coi như đủ lượng thuốc nổ cần dùng.
Phải mất thêm nhiều ngày và rất khó khăn để đưa bộc phá đến điểm tập kết. Trong hào đi phải khom lưng, mỗi người đem từng quả bộc phá nặng khoảng 5 kg xếp hàng ngay ngắn cho tới khi đủ 1.000 kg. Tuy nhiên, một tình huống mới lại xảy ra khi dùng máy phát điện 100W điểm hỏa thử trên mô hình thì khối bộc phá lại không nổ theo đúng yêu cầu. Để cho chắc chắn, chỉ còn một cách là cho người trực tiếp vào giật nụ xòe, một công việc rất nguy hiểm.
Tiểu đội trưởng Nguyễn Văn Bạch nhớ lại: "Đưa được 1.000kg thuốc nổ vào cuối hầm, cả Đại đội trưởng Khung, Tổ trưởng Đảng Lưu Viết Thoảng và tôi bò vào cuối hầm kiểm tra kỹ thuật lần cuối. Yêu cầu chỉ điểm hỏa một lần phải gây nổ được cả khối bộc phá gắn với năm đường dây cháy chậm và năm nụ xòe. Hai đồng chí đồng ý cho tôi xung phong ở ngoài cửa hầm điểm hỏa bằng nụ xòe. Nếu không nổ, tôi sẽ ôm 3kg thuốc nổ bò vào cuối hầm điểm hỏa bằng người như chiến sĩ cảm tử".

### QĐNDVN tiến công đợt 3 (đêm 6-5 - rạng 7-5)
Mở đầu kế hoạch đợt 3, Quân đội Nhân dân Việt Nam tiếp tục hoàn thành nốt những nhiệm vụ đã đề ra cho đợt 2: tiêu diệt hoàn toàn hai cao điểm A1 và C1, đồng thời đánh chiếm thêm một số cứ điểm ở phía tây và phía đông, thu hẹp thêm nữa phạm vi chiếm đóng của quân Pháp, chuẩn bị cho tổng công kích.
Các đơn vị đều chuẩn bị xong, nhiều mũi hào đã luồn sâu dưới hàng rào dây thép gai của Pháp. Bộ Chỉ huy chiến dịch quyết định đúng ngày N các đơn vị cứ nổ súng, triệt để áp dụng chiến thuật đánh lấn để giảm nhẹ thương vong, riêng A1 sẽ đánh khi đường hầm ở A1 hoàn thành.
Trong khi đó, suốt nửa tháng quân Pháp không còn tính tới chuyện tái chiếm C1 và A1, chỉ ra sức củng cố hầm hào chờ đợi đợt tiến công cuối cùng. Ngày 5 tháng 5, cả Pierre Langlais (mới được phong Đại tá) và Marcel Bigeard (mới được phong Trung tá) đều kéo tới Eliane. Họ đã biết rõ số phận của phân khu trung tâm sẽ được kết thúc trên hai cao điểm còn lại ở phía đông. Tại A1, Tiểu đoàn 1 Bán Lữ đoàn Lê dương 13 đã bị tổn thất nặng sau một thời gian dài phòng ngự. Langlais quyết định chuyển những lính lê dương xuống Eliane 3 dưới chân đồi làm lực lượng dự bị, và điều Tiểu đoàn Dù thuộc địa số 1 (1er BPC) vừa được tăng viện lên thay thế.
Tiểu đoàn Dù 1, do Đại úy Guy Bazin de Bezons chỉ huy, nhận lệnh khẩn trương nhảy dù xuống Mường Thanh, nhưng sau ba đêm chỉ mới tới được hơn hai đại đội, và bộ phận chỉ huy tiểu đoàn. Bazin chưa kịp làm gì thì đã trúng một mảnh đạn pháo bị thương. Đại úy Jean Pouget, Đại đội trưởng Đại đội 3, được chỉ định nắm quyền chỉ huy tiểu đoàn. Pouget đã mất gần sáu giờ đưa đơn vị vượt qua quãng đường 1.500 mét từ Epervier tới Eliane trong những chiến hào ngập bùn, luôn luôn bị đại bác bắn chặn. Sau khi nhận bàn giao của Thiếu tá Robert Coutant, Chỉ huy Tiểu đoàn Lê dương 1, Pouget đi quan sát vị trí rồi quvết định chia lực lượng bố trí thành ba nơi tại Eliane 2. Trung úy Marcel Edme, Chỉ huy Đại đội 2, phụ trách tuyến lô cốt và chiến hào phía đông và phía nam cứ điểm. Pouget cùng với Đại đội 3 giữ đỉnh đồi có hầm ngầm, và mặt tây nam tiếp giáp với A3, nơi có một mũi chiến hào chạy men theo đường 41, đang trực tiếp đe dọa con đường nối A1 với Mường Thanh.
Sáng ngày 6 tháng 5 năm 1954, Tiểu đoàn 255 của Trung đoàn 174, phòng ngự suốt 34 ngày đêm trên đồi A1, được lệnh rút qua Đồi Cháy làm lực lượng dự bị. Tiếng nổ của khối bộc phá trên đồi A1 được chọn làm hiệu lệnh xung phong cho đợt tiến công tối hôm đó.
Tối 6 tháng 5 năm 1954, ba người trong tổ bộc phá thầm lặng men tới đồi A1. Hai người chỉ huy hỏi Tiểu đội trưởng Nguyễn Văn Bạch: "Có dặn (trăn trối) gì không?", ông đáp: "Không!". Nghe mệnh lệnh xong, Bạch đi vào trong hầm ngầm, nơi sẽ giật nụ xòe, cách cửa hầm tới 20 mét chờ lệnh. Nếu nụ xòe hỏng, theo kế hoạch 2, Đội trưởng Bạch sẽ phải chấp nhận hy sinh tính mạng mình để tiến hành điểm hỏa trực tiếp bằng tay.
Theo kế hoạch phối hợp tác chiến, khi pháo binh bắn dồn dập vào trận địa Pháp trên đồi A1, khối bộc phá sẽ được điểm hỏa. Sau khi bộc phá nổ, bộ binh sẽ xung phong. Rồi thời điểm cũng đến, pháo bắt đầu bắn dồn dập, nhưng không bắn vào đồi A1. Chờ khoảng 5 phút, Bạch mới chắc đấy là pháo lệnh, liền dồn sức giật nụ xòe, lúc đó là 20h30’ ngày 6 tháng 5 năm 1954. Ông Bạch kể: "Lúc ấy tôi chỉ nghe thấy ầm một tiếng, cảm giác như đang ngồi trong cái trống; nhìn lên thấy lửa khói mù mịt đang bốc lên như hình cây rơm. Đất trời lặng đi vài giây. Tôi nghe một tiếng nổ không to lắm nhưng cảm nhận được sức ép dữ dội".
Trước giờ G năm phút, các chiến sĩ ở chiến hào xuất phát xung phong được lệnh quay lưng về A1, nhắm mắt, há mồm đề phòng sóng xung kích và ánh chớp của ngàn cân bộc phá. Đúng 20 giờ 30, một tiếng nổ trầm, không phải dữ dội như chờ đợi. Trên đồi A1 có một đám khói lớn đang phụt lên.
Nguyễn Hữu An lập tức ra lệnh cho pháo của trung đoàn nổ súng. Mấy ngày trước đó, bộ binh đã tiêu diệt một số hỏa điểm hướng về phía tiền duyên, nên lần này pháo của trung đoàn chỉ bắn chế áp mạnh trong vòng 15 phút, rồi bộ binh xung phong.
Ở phía đông - nam, hướng tiến công chủ yếu, Tiểu đoàn 249, do Tiểu đoàn trưởng Vũ Đình Hòe chỉ huy, chia thành hai cánh tiến lên đồi hình thành thế bao vây quân Pháp. Phía tây - nam, Tiểu đoàn trưởng Dũng Chi đưa Tiểu đoàn 251 tiến theo giao thông hào mới đào trên mặt ruộng ven đường 41, thọc một mũi dùi cắt rời A1 khỏi Mường Thanh.
Khối bộc phá nổ cách hầm ngầm vài chục mét thổi bay chiếc lô cốt bên trên, và tiêu diệt phần lớn Đại đội Dù 2 của Edme đóng ở đây. Pouget ngồi trong hầm ngầm bỗng thấy quả đồi rung rinh, một tiếng nổ trầm át mọi tiếng động khác kéo dài vài giây. Một lát sau mới hiểu ra, và biết mình vừa thoát chết.
Khối bộc phá 1 tấn đã tiêu diệt một phần tuyến ngang gây khó khăn cho các đơn vị đánh A1 trong đợt trước, tạo nên một cửa mở quan trọng giúp cho hai đại đội của Tiểu đoàn 249 xung phong thuận lợi. Nhưng càng lên gần đỉnh đồi thì những đất đá từ hố sâu bốc lên đã làm trái đồi biến dạng và trở nên rất khó đi. Lợi dụng lúc đó, những lính dù còn sống sót của Đại đội 2 Pháp liên tiếp khai hỏa đại liên. Đại đội 316 đánh vào trận địa súng cối. Đại đội 317 đánh vào khu thông tin gần hầm ngầm. Đại đội 3 của Pouget đóng trên đỉnh đồi và từ phía hầm ngầm tiến ra phản kích. Cuộc chiến bằng súng trường, tiểu liên, lựu đạn và lưỡi lê lại diễn ra trên từng thước chiến hào, từng ụ súng.
Phía tây - nam, các chiến sĩ bộc phá Tiểu đoàn 251 nhiều lần tiến lên mở đường về phía lô cốt "Cây đa cụt" đều bị thương vong. Nếu hạ lô cốt này thì cứ điểm hoàn toàn cô lập, sớm muộn cũng bị tiêu diệt. Tiểu đoàn quyết định đưa ĐKZ lên bắn sập chiếc lô cốt.
Khẩu đại liên bên trong đã hoàn toàn im lặng. Nhưng khi bộ đội lên phá tiếp hàng rào lại bị hỏa lực không biết từ đâu chặn lại. Tiểu đội trưởng Phấn cùng Đại đội phó bí mật bò lên quan sát, phát hiện được một ụ súng ngầm được ngụy trang kỹ, ở ngay gần lô cốt. Phấn đề nghị cho mình được tiêu diệt ụ súng, nếu cần sẽ ôm bộc phá lao vào ụ súng để mở đường cho đơn vị. Đại đội tổ chức hỏa lực yểm hộ cho Phấn hoàn thành nhiệm vụ an toàn. Tiểu đoàn 251 đã cắt đứt con đường tiếp viện của Pháp từ Mường Thanh lên.
Quá nửa đêm, Trung đoàn trưởng Nguyễn Hữu An quyết định đưa đại đội dự bị của Tiểu đoàn 249 vào giải quyết trận đánh. Bộ đội chia thành từng tổ nhỏ tiêu diệt dần dần từng ụ đề kháng của Pháp.
Tại Mường Thanh, trước tình hình nguy ngập của nhiều cứ điểm ở phía đông và cả phía tây, Đại tá Pierre Langlais quyết định tập hợp tại Epervier những bộ phận còn lại của Tiểu đoàn Dù 6 mới được tăng viện chưa lâu, và Tiểu đoàn Dù 8. Langlais ra lệnh cho hai đại đội của Tiểu đoàn Dù 8, mỗi đại đội chỉ còn lại 40 người, lập tức lên Eliane 2. Nhưng con đường lên đồi A1 đã bị chốt chặt. Langlais đành cho đại đội này chuyển sang Eliane 4, nơi Thiếu tá Jean Bréchignac cũng đang khẩn thiết đòi tăng viện.
Sau khi tiêu diệt được vị trí Cây đa cụt, Tiểu đoàn trưởng 251 Dũng Chi quyết định đưa một lực lượng xuống uy hiếp A3, đồng thời tổ chức một mũi đánh lên đỉnh đồi dồn quân Pháp ở A1 vào thế giữa hai gọng kìm.
4 giờ sáng ngày 7 tháng 5 năm 1954, Pouget chỉ còn lại 34 lính dù, ông ta gọi điện đàm một lần nữa cho Mường Thanh, yêu cầu phải tăng viện ngay một đại đội nếu không cứ điểm sẽ bị tràn ngập. Ở đầu dây là Tham mưu trưởng, Thiếu tá Michel Vadot: "Ông muốn tôi tìm đâu ra một đại đội! Tất cả đều không còn gì".
Quân dù đã sử dụng đến những viên đạn, quả lựu đạn cuối cùng. Pouget bị thương nặng và bị bắt, trước khi trời sáng trận đánh kết thúc. Sáng ngày 7 tháng 5 năm 1954, lá cờ Quyết chiến Quyết thắng tung bay trên cao điểm A1, báo hiệu giờ tàn sắp tới của tập đoàn cứ điểm.

## Kết quả, ý nghĩa
Kết quả, toàn bộ trận chiến đấu ở A1 (kể cả thời gian phòng ngự và đợt tiến công cuối cùng vào đêm ngày 6 rạng sáng ngày 7.5), QĐNDVN đã loại khỏi vòng chiến đấu 828 lính Pháp (bị chết 376, bị thương và bị bắt 452), thu 1 trọng liên 12,7mm, 4 đại liên, 27 trung liên, 162 tiểu liên, 201 súng trường, 2 khẩu pháo không giật 57mm, 6 khẩu súng cối 60mm và 81mm, 6 ống nhòm, phá hủy 1 xe tăng và bắn hỏng 1 chiếc khác. Tổ trưởng tổ đào hầm đặt bộc phá Lưu Viết Thoảng được phong danh hiệu Anh hùng Lực lượng Vũ trang Nhân dân, còn chiến sĩ châm bộc phá Nguyễn Văn Bạch được tặng Huân chương Hồ Chí Minh.
Về phía QĐNDVN, tổng số thương vong của cả 36 ngày đêm, chủ yếu là ở các đợt tiến công từ 30 tháng 3 - 3 tháng 4 là 2.516 người (hy sinh 1.004, bị thương 1.512), trong đó của Trung đoàn 174 là 1.620 người, Trung đoàn 102 là 890 người. Tổn thất về vũ khí cũng khá lớn: 8 khẩu súng cối các loại, 22 khẩu Bazooka và pháo không giật 57mm, 8 khẩu đại liên và trọng liên, 32 khẩu trung liên, 326 khẩu tiểu liên, 460 khẩu súng trường. Đây là trận đánh mà QĐNDVN chịu thiệt hại lớn nhất trong chiến dịch Điện Biên Phủ, nhưng cũng là dễ hiểu vì A1 là cứ điểm được Pháp xây dựng kiên cố nhất, bố trí các lực lượng tinh nhuệ nhất cũng như được họ liên tục tăng viện cả quân số lẫn hỏa lực để cố thủ tới cùng.
Với việc chiếm được A1, trung tâm đề kháng Eliane phía đông tập đoàn cứ điểm đã hoàn toàn sụp đổ, QĐNDVN gần như đã nắm chắc phần thắng vì chỉ còn cách Sở Chỉ huy cứ điểm (Hầm Đờ Cát) vài trăm mét. Chỉ nửa ngày sau họ đã có thể dễ dàng thọc sâu tiêu diệt Sở Chỉ huy Pháp. Đây là nguyên nhân chính dẫn đến sự đầu hàng của quân đội Pháp ở Điện Biên Phủ.

## Sách tham khảo
- Hữu Mai, Không phải huyền thoại, Nhà Xuất bản Trẻ, 2010.
- Hoàng Cầm, Chặng đường 10.000 ngày, Nhà Xuất bản Quân đội Nhân dân, 2001.
- Võ Nguyên Giáp, Điện Biên Phủ - Điểm hẹn lịch sử.
- Võ Nguyên Giáp, Điện Biên Phủ.
- Nhiều tác giả, Một vài hồi ức về Điện Biên Phủ.
- Jean Pouget, Nous étions à Dien Bien Phu.
- Đại tá Vũ Đình Hòe, "Bão lửa đồi A1".
- Nguyễn Văn Khiếu (QĐND), báo điện tử Đảng CSVN, "38 ngày đêm đánh chiếm đồi A1".